# 蔡肇慶
蔡肇慶（？—？），字以祥，號起岑，福建漳州府詔安縣人，民籍，明朝政治人物。

## 生平
萬曆十年（1582年）壬午科福建鄉試第十八名，萬曆十一年（1583年）聯捷癸未科會試第二百九十七名，登三甲第二百一十名進士。礼部觀政，次年授浙江寿昌县知县，丁憂，十七年補任浙江嘉兴县知县，十九年降调，二十一年改保定府學教授，二十二年官至襄阳府通判。後官王府审理正。

## 家族
曾祖蔡廷深；祖父蔡懋；父蔡會治。母田氏。重庆下。弟肇言。